# Poolse Delingen

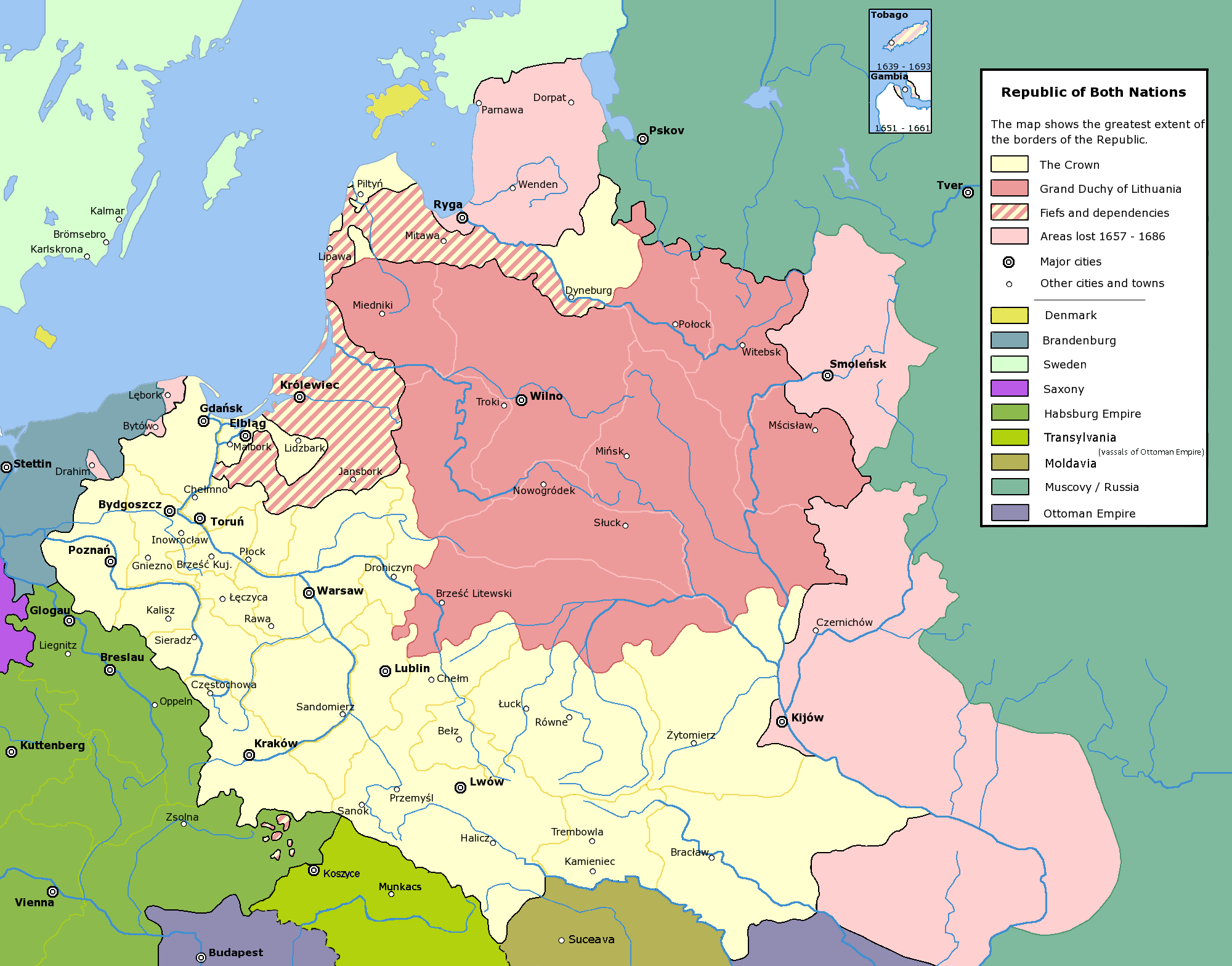
Polen-Litouwen voor de delingen

Met de Poolse Delingen (1772, 1793 en 1795) verdeelden Rusland, Oostenrijk en Pruisen onderling in drie stappen het sterk verzwakte Pools-Litouws Gemenebest, dat daardoor in 1795 van de Europese kaart verdween.

## Achtergrond
Polen-Litouwen was sinds de institutionalisering van het liberum veto, volgens welk elk lid van de Sejm (het parlement) vetorecht had, nauwelijks meer tot politieke actie in staat en werd een speelbal van verschillende Poolse adellijke fracties en buitenlandse machten. Na de dood van koning August III van Polen (1763) bewerkstelligde tsarina Catharina de Grote dat haar gunsteling Stanislaus August Poniatowski tot koning werd gekozen. Deze probeerde door hervormingen de vrijwel onbeperkte macht van de adel in te perken. Dit stuitte echter op tegenstand van een groot deel van de adel en van de buurlanden Rusland en Pruisen, die vreesden dat een hervormd Polen aan hun invloed zou ontglippen.
De overweldigende Russische overwinningen in de Russisch-Turkse Oorlog van 1768 brachten dit land in conflict met Oostenrijk, dat was verontrust door de Russische opmars bij de Donau. De Pruisische koning Frederik de Grote buitte de situatie uit en stelde zich als bemiddelaar op. Hij stelde voor dat Rusland, om een oorlog met Oostenrijk te vermijden, zou afzien van expansie in het Donaugebied. Het land zou moeten worden "gecompenseerd" met een deel van Polen. Om Oostenrijk tevreden te stellen zou ook dit land een stuk Polen krijgen en ook Pruisen zou moeten meedelen omdat Oostenrijk anders verhoudingsgewijs te groot zou worden.

## De drie delingen

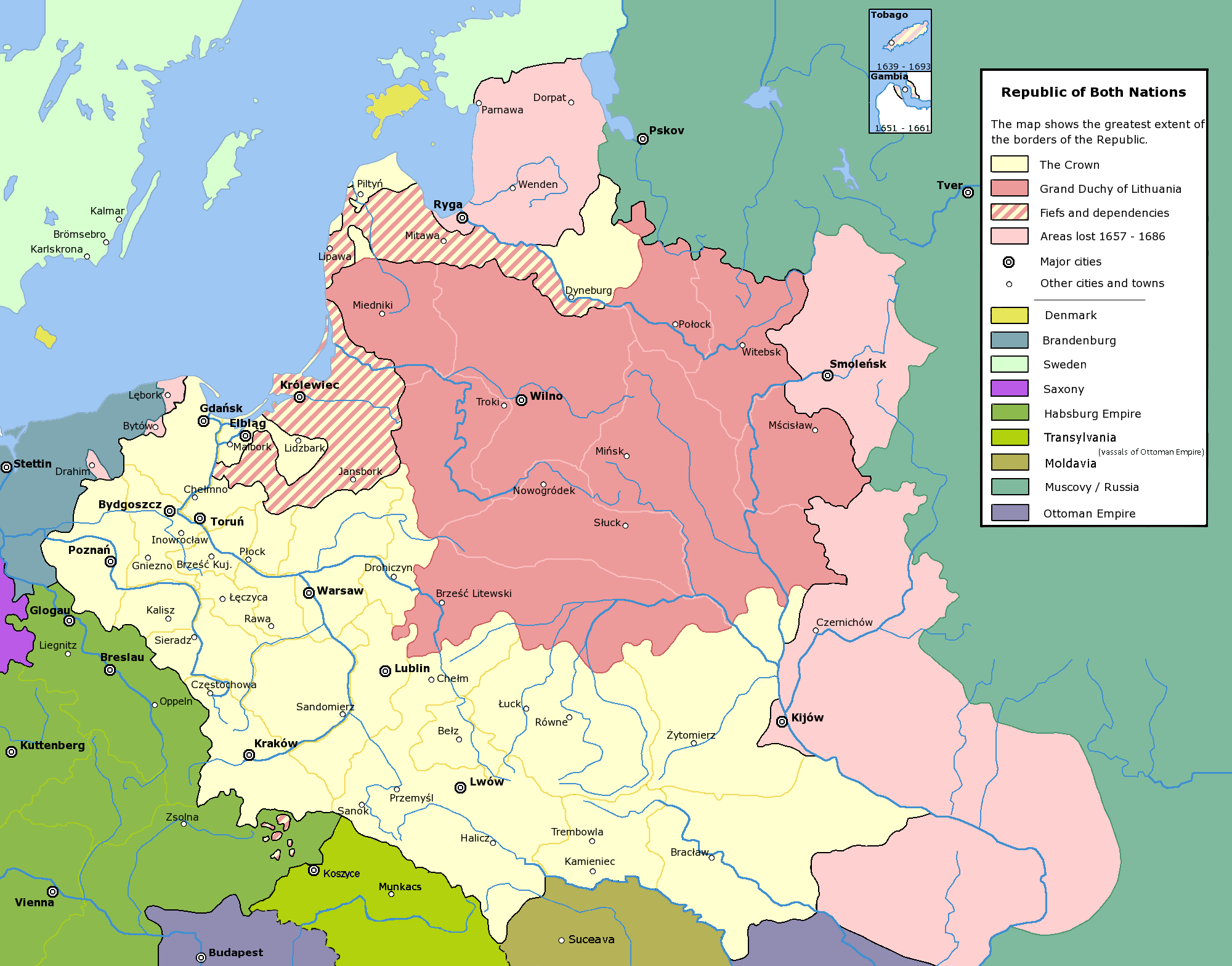
Polen-Litouwen voor de delingen

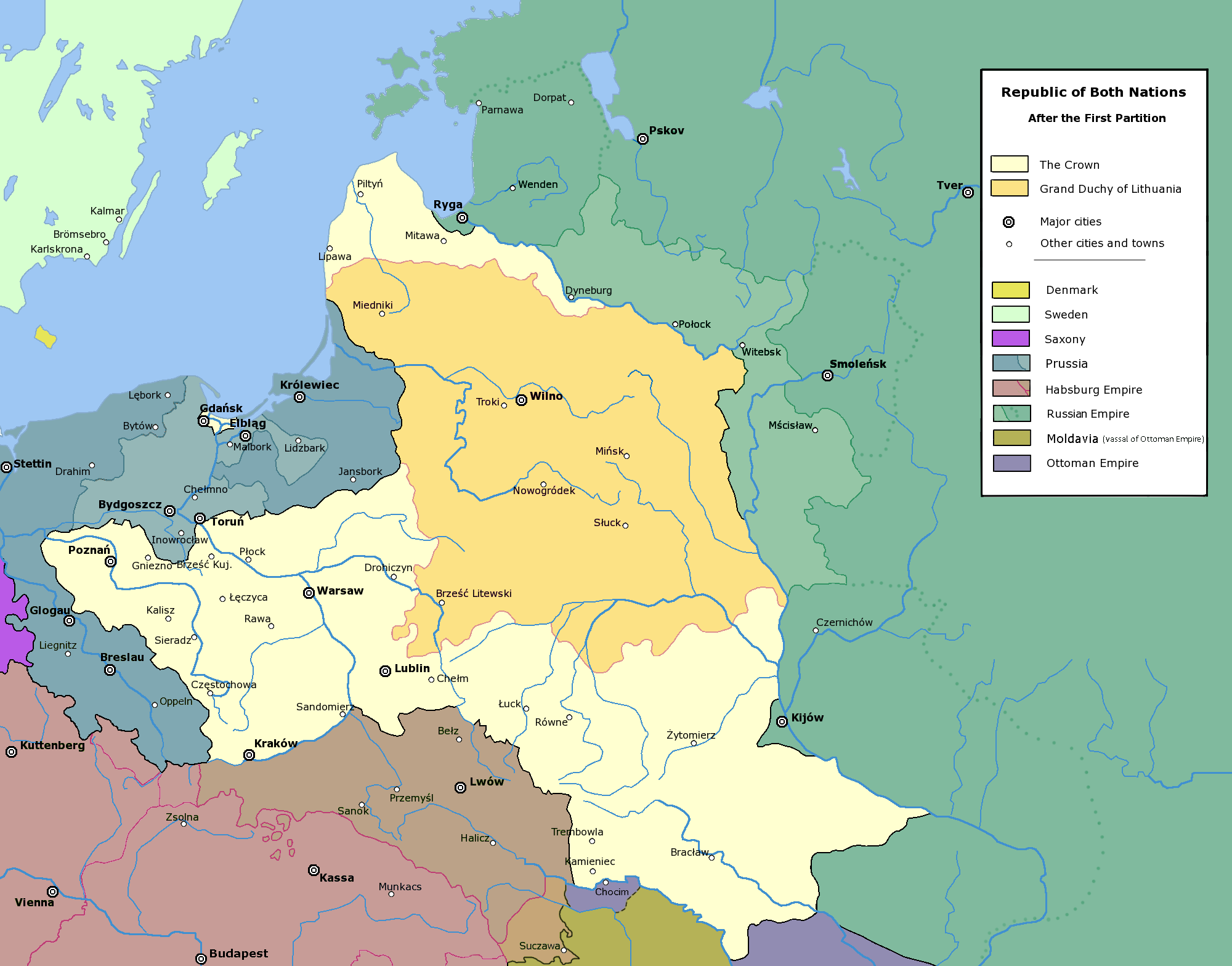
De Eerste Poolse Deling in 1772

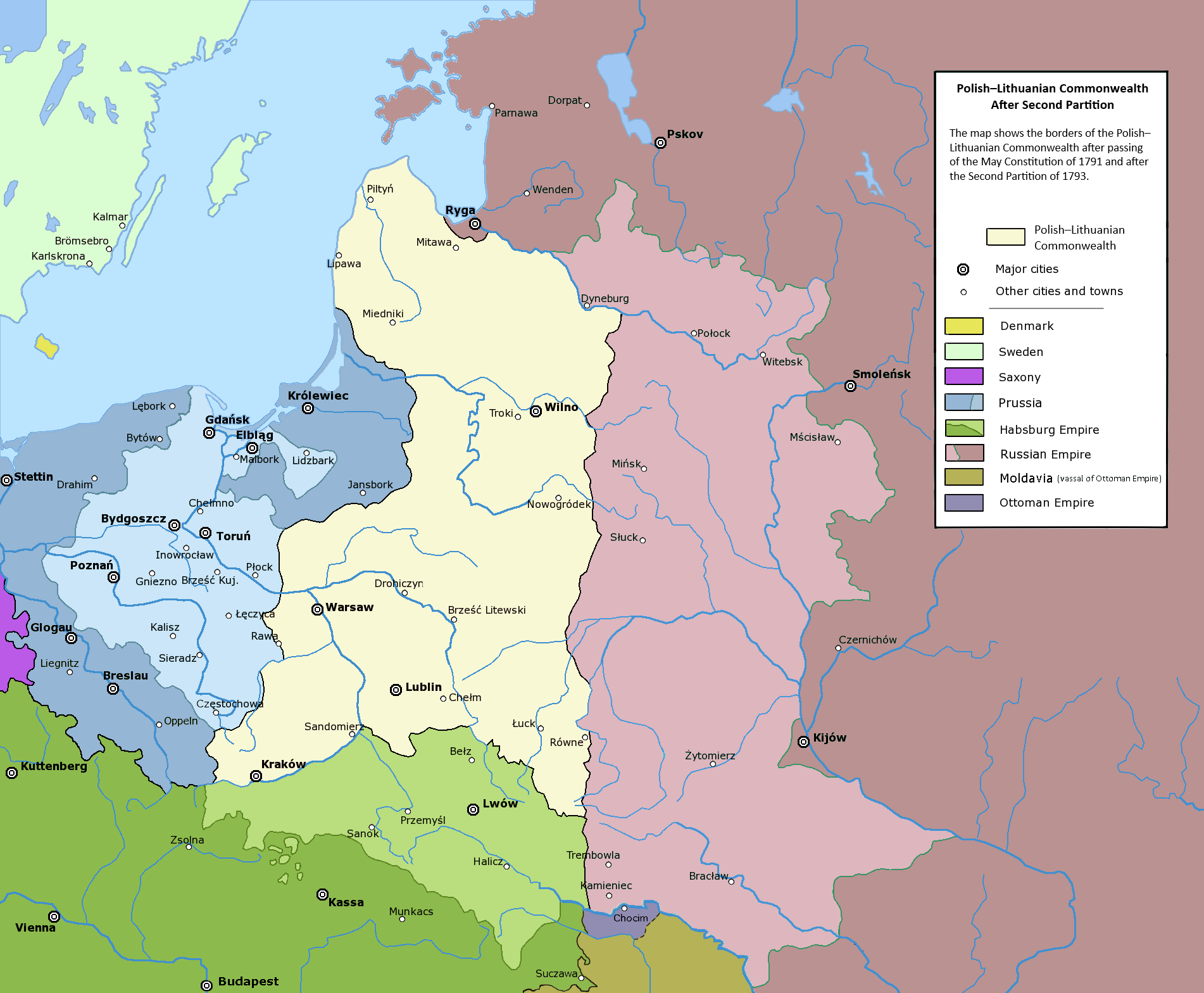
Tweede Poolse deling in 1793

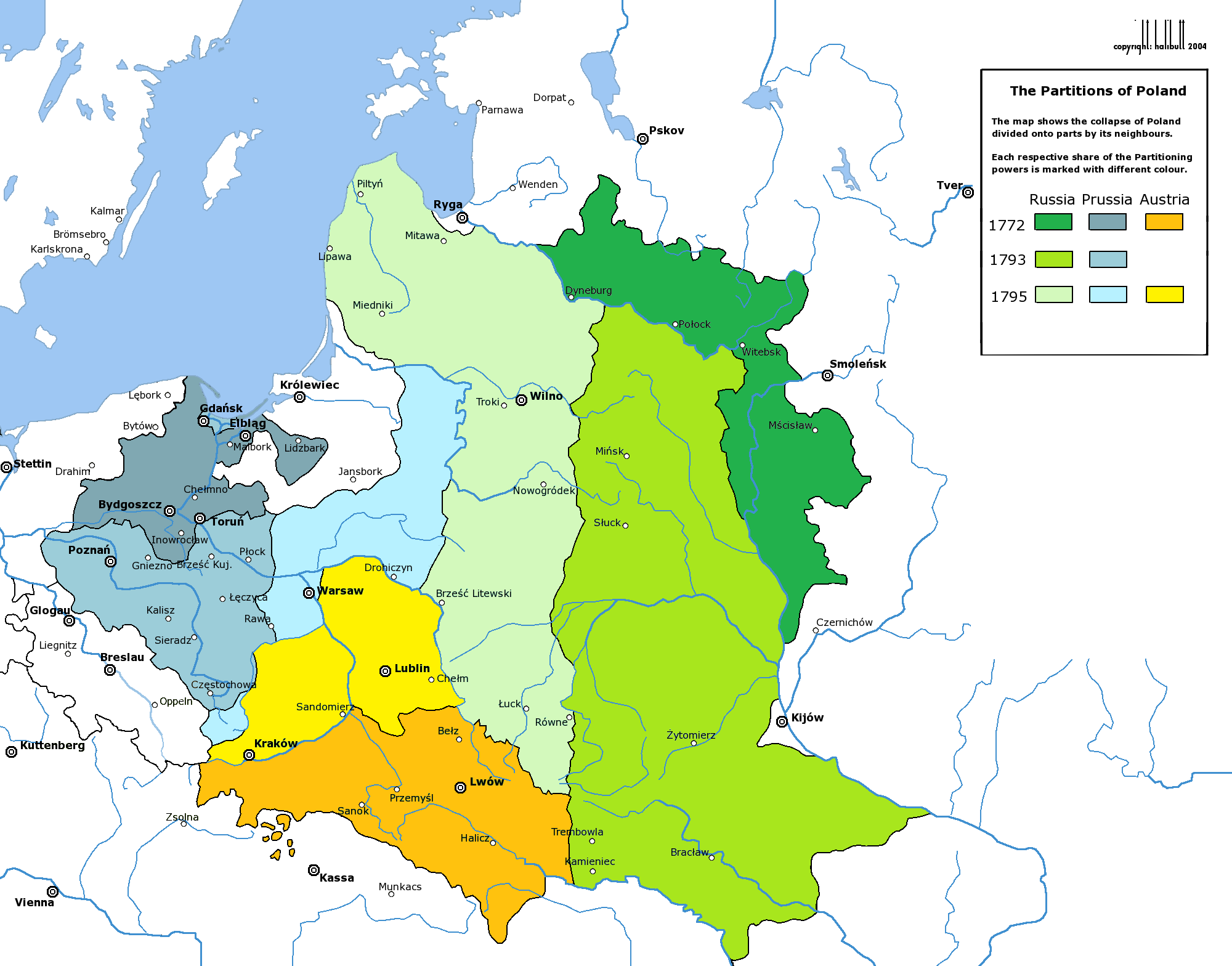
Derde Poolse deling in 1795

### Eerste Poolse Deling
Het verdrag dat leidde tot de Eerste Poolse Deling werd gesloten op 19 februari 1772. Met de uitvoering werd officieel begonnen op 5 augustus 1772. Al daarvóór waren buitenlandse troepen Polen binnengevallen. Polen-Litouwen verloor door het delingsverdrag de helft van zijn bevolking en een derde van zijn totale oppervlakte. Rusland kreeg delen van Litouwen en Wit-Rusland ten oosten van de Westelijke Dvina en de Dnjepr, in totaal circa 93.000 km² met 1,3 miljoen inwoners. Oostenrijk annexeerde Klein-Polen, het westen van Podolië en Galicië, in totaal circa 85.000 km² met 2 miljoen inwoners. Pruisen ten slotte kreeg het kleinste deel. Het annexeerde het Netzedistrict, Ermland en West-Pruisen (Pommerellen en Kulmerland), in totaal 35.000 km² met 356.000 inwoners, maar nog zonder de stad Danzig (Gdańsk), die Catharina de Grote economisch en strategisch te waardevol vond om aan Pruisen af te staan. De stad versterkte haar autonomie tegenover het machteloze hof in Warschau.

Frederik II schreef in een brief over de deelname van de (katholieke) keizerin Maria Theresa in de Eerste Poolse Deling: 
Keizerin Catharina en ik zijn eenvoudig rovers. Ik zou alleen graag willen weten hoe de keizerin haar biechtvader kalmeerde? Ze huilde, toen ze nam, hoe meer ze huilde des te meer nam ze?

### Tweede Poolse Deling
In de decennia die volgden op de Eerste Deling trachtte koning Stanislaus August door hervormingen zijn staat te versterken. De zeer vooruitstrevende grondwet van 3 mei 1791 leek de deur te openen voor de opvattingen van de Franse Revolutie. Dat leidde echter tot een roep om interventie. Rusland en Pruisen vielen hierop Polen binnen en besloten op 23 januari 1793 tot de Tweede Poolse Deling, die de Poolse Sejm gedwongen goedkeurde. De Tweede Deling bracht Rusland 228.000 km²: Litouws Wit-Rusland en het westen van Oekraïne met de rest van Podolië en Wolynië. Pruisen kreeg opnieuw 58.000 km² met het Netzedistrict, de steden Danzig (Gdańsk) en Thorn (Toruń), Groot-Polen (Posen) en een deel van Mazovië.

### Derde Poolse Deling
Naar aanleiding van deze Tweede Deling, die de staat Polen zo goed als ophief, brak in 1794 een opstand uit onder Tadeusz Kościuszko. Rusland en Pruisen, en ditmaal ook Oostenrijk, grepen deze aan om ook de rest van Polen te annexeren. De Derde Poolse Deling maakte op 24 oktober 1795 een einde aan de Poolse staat. Rusland annexeerde Koerland (zuidelijk Letland), de rest van Litouwen ten oosten van de Memel en de rest van Wolynië. Pruisen kreeg onder de naam Nieuw-Silezië aangrenzende gebieden noordwestelijk van Krakau, en onder de naam Nieuw-Oost-Pruisen de rest van Mazovië en de Poolse hoofdstad Warschau. Oostenrijk kreeg onder de naam West-Galicië de rest van Klein-Polen (West-Galicië) met de steden Krakau en Lublin.
Daarmee was er een einde gekomen aan het zelfstandige Polen. Deze zelfstandigheid zou, afgezien van kortstondige (vazal)staten als het autonome en tot stadsrepubliek verheven Danzig (1807-1815), het door Napoleon ingestelde hertogdom Warschau (1807-1813/1815) en de republiek Krakau (1815-1846), pas in 1919 na de Eerste Wereldoorlog weer worden hersteld. Het Hertogdom Warschau omvatte de gebieden die in 1795 waren afgestaan.
In het Congres van Wenen, na de nederlaag van Napoleon tegen Rusland en in Waterloo, werd in 1815 bepaald dat enkele delen van Polen die in 1795 bij Pruisen en Oostenrijk waren gevoegd naar Rusland zouden worden overgeheveld, met name Nieuw-Oost-Pruisen dat weer Mazovië ging heten en West-Galicië en Wolhynië. Dit Russische Polen stond sindsdien bekend onder de naam 'Congres-Polen'.

## De "vierde deling"
Het begrip Vierde Poolse Deling is niet eenduidig. Er kan mee worden gedoeld op de opsplitsing van het hertogdom Warschau door het Congres van Wenen (1815), maar ook op het Molotov-Ribbentroppact van 1939, waarin Nazi-Duitsland en de Sovjet-Unie overeenkwamen Polen onder elkaar te verdelen.

## Referentie
1. ↑  z.n.  (2016). Rijk ging binnen 23 jaar ten onder. Historia  2016 (3): 14